# Amorphophallus lambii
Amorphophallus lambii là một loài thực vật có hoa trong họ Ráy (Araceae). Loài này được Mayo & Widjaja mô tả khoa học đầu tiên năm 1982.